# Höckendorf (Kriebstein)
Höckendorf ist ein Ortsteil der Gemeinde Kriebstein im Landkreis Mittelsachsen (Freistaat Sachsen). Er wurde am 1. März 1994 nach Grünlichtenberg eingemeindet, welches am 1. Januar 1999 wiederum nach Kriebstein eingemeindet wurde.

## Geografie
Höckendorf liegt östlich der Talsperre Kriebstein am Nonnenwald. Der durch den Ort fließende Erlebach mündet in die Talsperre Kriebstein, die durch die Zschopau gespeist wird.

### Nachbarorte
| Ehrenberg |                                             | Grünlichtenberg |
| Erlebach  | Kompassrose, die auf Nachbargemeinden zeigt | Oberrossau      |
|           | Niederrossau                                |                 |

## Geschichte
Höckendorf wurde erstmals in einer Urkunde aus dem Jahr 1336 als „Houkendorph“ erwähnt. In dieser Urkunde vom 12. Mai 1336 wurde niedergeschrieben, dass der Probst und Konvent des Nonnenklosters zu Döbeln von der Domkirche zu Meißen die Dörfer „Grunenbergk“ und „Höckendorph“ erwarb. Dazu gehörte auch der südöstlich gelegene Nonnenwald. Im Jahr 1485 kam Höckendorf in den Herrschaftsbereich des Herzogs Albrecht von Sachsen. Im Jahr 1543 verkaufte Herzog Moritz das zum säkularisierten Kloster Döbeln gehörige Vorwerk und Dorf Grünberg nebst Höckendorf, Meinsberg und Moosheim samt dem Nonnenwald an Georg von Carlowitz (1544–1550), den neuen Besitzer der Herrschaft Kriebstein. Die Grundherrschaft über Höckendorf übte im Jahr 1551 die Burg Kriebstein aus, nach 1590 war der Ort Amtsdorf. 1588 erwarb der sächsische Kurfürst Christian I. die Carlowitzschen Besitzungen der ehemaligen Herrschaft Kriebstein und integrierte sie ins Amt Rochlitz. Somit gehörte Höckendorf bis 1856 zum kursächsischen bzw. königlich-sächsischen Amt Rochlitz. Bei den im 19. Jahrhundert im Königreich Sachsen durchgeführten Verwaltungsreformen wurden die Ämter aufgelöst. Dadurch kam Höckendorf im Jahr 1856 unter die Verwaltung des Gerichtsamts Waldheim und 1875 an die neu gegründete Amtshauptmannschaft Döbeln.
Durch die zweite Kreisreform in der DDR kam die Gemeinde Höckendorf im Jahr 1952 zum Kreis Hainichen im Bezirk Chemnitz (1953 in Bezirk Karl-Marx-Stadt umbenannt), der ab 1990 als sächsischer Landkreis Hainichen fortgeführt wurde und 1994 im Landkreis Mittweida bzw. 2008 im Landkreis Mittelsachsen aufging.
Am 1. März 1994 wurde Höckendorf nach Grünlichtenberg eingemeindet. Die Gemeinde Grünlichtenberg mit ihren Ortsteilen wurde wiederum am 1. Januar 1999 nach Kriebstein eingemeindet.